# 小叶地锦
小叶地锦（学名：Euphorbia heyneana）为大戟科大戟属的植物。分布于中南半岛、马来西亚以及中国大陆的福建等地，常生于路旁或阳坡山地，目前已由人工引种栽培。

## 别名
小叶大戟（福建植物志）

## 异名
- Euphorbia microphylla Heyne ex Roth